# Sambuca Val di Pesa
Sambuca Val di Pesa is een frazione in de gemeente Tavarnelle Val di Pesa, in Toscane, Italië.  Sambuca heeft 982 inwoners (2001). Bij Sambuca bevindt zich een industriegebiedje.